# Beat da Bompaz
Beat da Bompaz is een spelprogramma op VTM gepresenteerd door Evi Hanssen waarin drie Bekende Vlamingen, De Jeugd, het opnemen in allerhande competities tegen een aantal ouderen, da Bompaz. Aan het einde van elke aflevering is er telkens een winnaar: De Jeugd of Da Bompaz.
Voor da Bompaz werd in het eerste seizoen een beroep gedaan op André Joos, Eli Iwens, Elisabeth Bersani, Etienne Vandemerlen, Fons Van Clemen, 
Franky Van Eecke, Gerard Jansen, Gilbert Hamerlinck, Jean Germis, Josette Lambrechts, Lisette Brosens, Louis Spiessens, Martin Theyssens, Maurits Van Linthout, René Versteven, René Vivet, Segrun Baumgarten, Willy Troch en Yvette Fontaine.
In het tweede seizoen werden enkele wijzigingen doorgevoerd. Zo staan de diverse proeven sindsdien in het teken van een overkoepelend thema, zoals de Highland Games, de Olympische Spelen, ... De proeven zijn bovendien een voor een bestaande disciplines en voor de afsluitende groepsproef nemen de kandidaten deel aan een bestaand evenement. Verder zijn de 'bompaz' niet langer kampioenen in hun discipline, maar allrounders, die net zoals de jeugdige tegenstanders zonder voorkennis de opdrachten uitvoeren.

## Afleveringen

### Seizoen 1 (2014)
| Afl. | Uitzending       | Live kijkers | Marktaandeel (live) | De Jeugd                                                   | Winnaar              |
| ---- | ---------------- | ------------ | ------------------- | ---------------------------------------------------------- | -------------------- |
| 1    | 7 januari 2014   | 855.117      | 33,49%              | Eline De Munck, Kobe Van Herwegen, Joyce Beullens          | Da Bompaz            |
| 2    | 14 januari 2014  | 744.382      | 29,48%              | Niels Destadsbader, Brahim, Arne Vanhaecke                 | De Jeugd             |
| 3    | 21 januari 2014  | 729.692      | 29,46%              | Sean D'Hondt, Vincent Banić, Bram Van Deputte              | De Jeugd             |
| 4    | 28 januari 2014  | 592.342      | 22,64%              | Nicolas Liébart, Dean Delannoit, Niko Van Driessche        | De Jeugd             |
| 5    | 4 februari 2014  | 616.354      | 23,69%              | Jo Hens, Jess Donckers, Jasmijn Van Hoof                   | Da Bompaz            |
| 6    | 11 februari 2014 | 648.518      | 24,08%              | Anthony Kumpen, Griet Vanhees, Lesley-Ann Poppe            | Da Bompaz & De Jeugd |
| 7    | 18 februari 2014 | 631.617      | 22,37%              | Tanja Dexters, Kevin Rans, Jelle van Dael                  | Da Bompaz & De Jeugd |
| 8    | 25 februari 2014 | 623.311      | 23,68%              | Bjorn de Wilde, Eveline Hoste, Annelien Coorevits          | Da Bompaz            |
| 9    | 4 maart 2014     | 435.000      | 19,00%              | Christophe De Meulder, Matthias De Meulder, Antony Arandia | De Jeugd             |

### Seizoen 2 (2015)
| Afl. | Uitzending       | Live kijkers | Marktaandeel (live) | Thema                  | De Jeugd                                                        | Winnaar   |
| ---- | ---------------- | ------------ | ------------------- | ---------------------- | --------------------------------------------------------------- | --------- |
| 1    | 19 januari 2015  | 609.868      | 22,88%              | Highland Games         | De Kotmadam: Helle Vanderheyden, Stoffel Bollu en Frederik Huys | De Jeugd  |
| 2    | 26 januari 2015  | onbekend     | onbekend            | Race tegen de klok     | Modellen: Zoë Van Gastel, Joke van de Velde en Elisa Guarraci   | Da Bompaz |
| 3    | 2 februari 2015  | onbekend     | onbekend            | Winterspelen           | Q-dj’s: Maarten Vancoillie, Jolien Roets en Marcia Bwarody      | Da Bompaz |
| 4    | 9 februari 2015  | onbekend     | onbekend            | Paardenkracht          | Acteurs: Steven Boen, Darya Gantura en Joke De Bruyn            | De jeugd  |
| 5    | 16 februari 2015 | 578.581      | 21,00%              | Circus                 | De Planckaerts: Stephanie, Francesco en Junior                  | Da Bompaz |
| 6    | 23 februari 2015 | onbekend     | onbekend            | Natuurelementen        | Acteurs: Guillaume Devos, Leen Dendievel en Maarten Goffin      | De jeugd  |
| 7    | 2 maart 2015     | 559.436      | 21,10%              | Olympische disciplines | Laura Tesoro, Sofie Engelen en Nasrien Cnops                    | De jeugd  |
| 8    | 9 maart 2015     | 583.742      | 22,60%              | Platteland             | Astrid Coppens, Laurens Coppens en Niels De Jonck               | onbekend  |
| 9    | 16 maart 2015    | 554.115      | 21,10%              | Zwaartekracht          | Modellen: Ann Van Elsen, Hanne Troonbeeckx en Ellen Petri       | onbekend  |